# Portrait d'Isabella Brant
Le Portrait d'Isabella Brant est un tableau du peintre flamand baroque Antoine van Dyck réalisé en 1621 représentant Isabella Brant, la première épouse du peintre Pierre Paul Rubens. Van Dyck, qui était l'assistant et le disciple de Rubens, avait sans doute fait cette toile pour l'offrir au couple juste avant qu'il ne parte lui-même pour l'Italie.
Ce tableau fut longtemps attribué à Rubens qui avait lui-même réalisé plusieurs portraits de son épouse, mais il s'agit bien de l'une des toutes premières œuvres de van Dyck. Il existe une certaine similitude avec un portrait d'Isabella Brant fait par Rubens puisque dans les deux toiles la jeune femme porte la même coiffure. On peut imaginer que van Dyck se soit inspiré de la toile de Rubens faite à la même période. D'ailleurs, la similitude était renforcée par le style de van Dyck dont les coups de pinceau, le choix de la palette de couleur, du costume et du fond rouge drapé qui sont tous des éléments habituellement utilisés par Rubens.
Cette toile fait partie de la collection de la National Gallery of Art de Washington. 